# Faustynów (Ruda Strawczyńska)
Faustynów – część wsi Ruda Strawczyńska w Polsce położona w województwie świętokrzyskim, w powiecie kieleckim, w gminie Strawczyn.
W latach 1975–1998 Faustynów administracyjnie należał do województwa kieleckiego.